# Dunkleosteus marsaisi
A Dunkleosteus marsaisi a Placodermi osztályának Arthrodira rendjébe, ezen belül a Dunkleosteidae családjába tartozó faj.

## Tudnivalók
A Dunkleosteus marsaisi a késő devon kori korai Famenni korszakban élt, ott ahol manapság a marokkói Atlasz hegység van. Méretben eltér, de alakban nem a Dunkleosteus terrellitől. A D. marsaisi koponyájának hossza 35 centiméter, és ezen tobozmirigyen túli koponyaablak volt. Pofájának elülső része keskenyebb, mint a nagyobb rokoné.
Több őslénykutató szerint is ez a halfaj nem egyéb, mint a D. terrelli szinonimája. H. Schultze szerint a D. marsaisi valójában egy Eastmanosteus-faj.

## Fordítás
- Ez a szócikk részben vagy egészben  a   Dunkleosteus című angol Wikipédia-szócikk ezen változatának fordításán alapul.  Az eredeti cikk szerkesztőit annak laptörténete sorolja fel. Ez a jelzés csupán a megfogalmazás eredetét és a szerzői jogokat jelzi, nem szolgál a cikkben szereplő információk forrásmegjelöléseként.